# توتوچان، دخترکی آن‌سوی پنجره (فیلم)
توتوچان، دخترکی آن‌سوی پنجره (ژاپنی: 窓ぎわのトットちゃん، هپبورن: Madogiwa no Totto-chan) یک فیلم انیمه ژاپنی در ژانر زندگی‌نامه محصول سال ۲۰۲۳ است که به کارگردانی و نویسندگی شینوسکه یاکوا و نویسندگی مشترک یوسوکه سوزوکی است. این فیلم بر اساس رمان خودزندگی‌نامه با همین نام اثر تتسوکو کورویاناگی ساخته شده است. این فیلم توسط شین-ای انیمیشن تولید شده و توسط توهو توزیع شده است. این فیلم داستان کوریاناگی را در کودکی (با نام مستعار توتو) در مورد رفتن به توموئه گاکوئن و یادگیری چیزهای جدید در حالی که ژاپن به سوی جنگ می‌رود، روایت می‌کند. لیلیانا اونو، کوجی یاکوشو، شون اوگوری، آن واتانابه، و کارن تاکیزاوا صداپیشگان اصلی این انیمه هستند. این فیلم در ژاپن در ۸ دسامبر ۲۰۲۳ منتشر شد.

## خلاصه داستان
این انیمه بر اساس داستانی واقعی روایت شده و خاطرات دوران کودکی توتوچان از مدرسه‌ای غیرمتعارف به نام توموئه گاکوئن در توکیو در طول جنگ جهانی دوم را ساخته شده که یادگیری را با سرگرمی، آزادی و عشق ترکیب می‌کرد. این مدرسه از واگن‌های قدیمی راه‌آهن به عنوان کلاس‌های درس استفاده می‌کرد و توسط مردی خارق‌العاده، بنیان‌گذار و مدیر مدرسه، سوساکو کوبایاشی اداره می‌شد که عمیقاً برای استقلال کودکان ارزش قائل بود و به آزادی بیان و فعالیت‌های آن‌ها اهمیت می‌داد.

## صداپیشگان
| شخصیت                | صداپیشگان ژاپنی |
| -------------------- | --------------- |
| توتوچان              | لیلیانا اوهنو   |
| سوساکو کوبایاشی      | کوجی یاکوشو     |
| موریتسونا کورویاناگی | شون اوگوری      |
| چو کورویاناگی        | آن واتانابه     |
| خانم اویشی           | کارن تاکیزاوا   |